# Cicatrització
| Abrasió de la mà                 |         |         |         |
| Abrasió                          | Abrasió | Abrasió | Abrasió |
| Dies aproximats des de la ferida |         |         |         |
| 0                                | 2       | 17      | 30      |

La cicatrització, és un intricat procés en el qual la pell o un altre òrgan tissular es repara ell mateix després d'una ferida. En la pell normal l'epidermis (cpa exterior) i la dermis (cpa interior o més profunda) existeixen en un estadi d'equilibri estable formant una barrera protectora contra l'ambient exterior. Una vegada que la barrera es trenca, el procés fisiològic normal de la cicatrització entra immediatament en acció. El model clàssic de cicatrització es divideix en tres o quatre seqüències que se superposen, fases: (1) hemostàsia (que no es considera una fase segons alguns especialistes), (2) inflamatòria, (3) proliferativa i (4) remodeladora. Amb la ferida de la pell un conjunt d'esdeveniments bioquímics complexos tenen lloc en una cascada orquestrada per reparar el dany. En pocs minuts després de la ferida els trombòcits s'agreguen al lloc de la ferida per formar un coàgul de fibrina. Aquest coàgul actua activament per controlar l'hemostàsia (sagnat).
En la fase inflamatòria els bacteris i la brutícia són fagocitats i trets i s'alliberen factors que causen la migració i la divisió de les cèl·lules involucrades en la fase proliferativa.
La fase proliferativa està caracteritzada per l'angiogènesi (formació de nous vasos sanguinis), deposició de col·lagen formació de teixit de granulació, epitelització i contracció de la ferida. Si l'epitelització del teixit sobre una àrea denudada és lenta, es formarà una crosta durant moltes setmanes o mesos; Si l'epitelització d'una zona ferida és ràpida, la curació donarà lloc a la regeneració.
En la contracció la ferida es fa més petita per l'acció de miofibroblasts, els quals estableixen un control sobre les vores de la ferida i elsl mateixos es contrauen fent servir un mecanisme similar al de les cèl·lules del muscle llis. Quan el paper de les cèl·lules queda gairebé completat les cèl·lules que no es necessiten experimenten l'apoptosi.
En la fase de maduració i remodelació el col·lagen es remodela i realinia entre les línies de tensió i les cèl·lules que no es necessiten es treuen per apoptosi.
Tanmateix el procés no és només complex sinó també fràgil i susceptible d'interrupció o fallida provocant ferides cròniques. Els factors que poden contribuir a això inclouen la diabetes mellitus, la insuficiència venosa o arterial, la vellesa i la infecció.

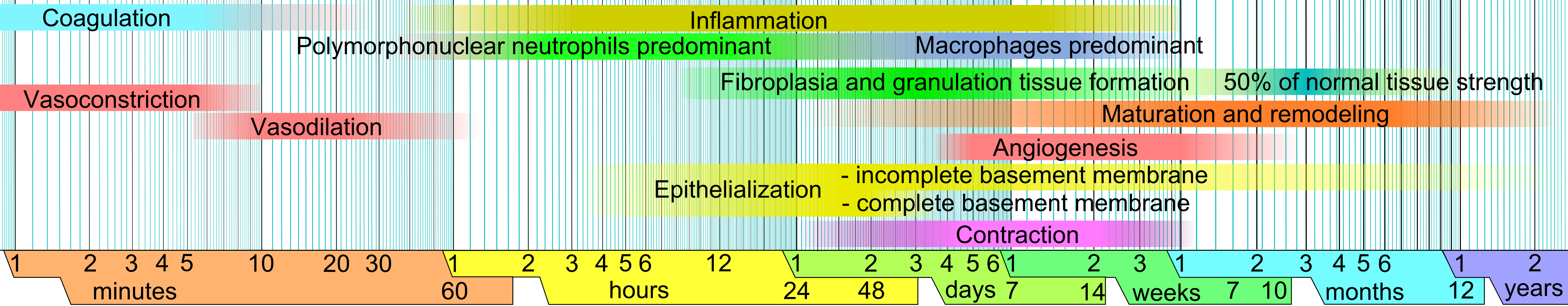
Temps aproximat de les diferents fases de la cicatrització.